# Cornelius Krieghoff
Cornelius David Krieghoff (ur. 19 czerwca 1815 w Amsterdamie, zm. 5 marca 1872 w Chicago) – holenderski-kanadyjski malarzem rodzajowym, portrecista i pejzażysta.
Jego obrazy, przedstawiające życie XIX-wiecznego Québecu były znane i poszukiwane w jego czasach i takimi pozostały do dzisiaj. Artysta pozostawił po sobie około 1500 do 1800 obrazów i grafik, których tematem było życie codzienne zarówno wiejskich, frankofońskich mieszkańców Kanady jak i ludów tubylczych zamieszkujących ten kraj, a także pejzaże i portrety.

## Życiorys
Krieghoff większą część swojej młodości spędził w Schweinfurcie w Bawarii, gdzie jego ojciec prowadził zakład produkujący tapety. W 1837 wyemigrował do Nowego Jorku i wstąpił na trzy lata do armii amerykańskiej, która toczyła wówczas tzw. wojny seminolskie na Florydzie. W Nowym Jorku spotkał swoją przyszłą żonę, Émilie Gauthier. W 1840 oboje wyjechali do Montrealu, gdzie Krieghoff zaczął pracować jako artysta. W 1844 wyjechał do Paryża. W Luwrze kopiował dzieła sztuki. Do Montrealu powrócił w 1846 i wznowił działalność artystyczną. Otworzył atelier i zaczął malować ludzi podczas ich zajęć. Do 1850 Krieghoff namalował wiele obrazów, wystawiając je i sprzedając na aukcjach. W 1853 przeprowadził się z rodziną do Québecu, gdzie mieszkał przez 10 lat. Tam malował widoki miasta i okolic, w tym sceny rodzajowe. Wśród przedstawianych ludzi znaleźli się również tubylcy.
W latach 1863–1870 artysta mieszkał w Europie. Kontynuował wystawianie swoich prac, sprzedawał ponadto sztychy i fotograficzne reprodukcje swoich dzieł. Jego płodna działalność artystyczna uległa jednak zahamowaniu. Powrócił na krótko do Quebecu (1870–1871), po czym wyjechał do Chicago, gdzie mieszkał z córką aż do śmierci w 1872.

## Twórczość

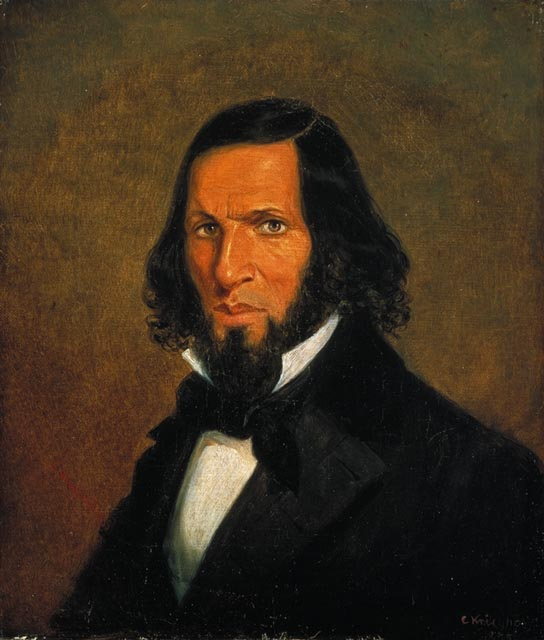
Autoportret, 1855, National Gallery of Canada

Dwa główne tematy, jakie przewijają się przez całą karierę artystyczną Krieghoffa, i z których jest on najbardziej znany, to sceny z życia wiejskich frankofonów (uroczystości, obyczaje, rozrywka) oraz wyidealizowane obrazy autochtonów (ich życie w obozowiskach, polowania, wyprawy, a także otaczający ich krajobraz). Po przeprowadzce do Québecu repertuar artysty uległ poszerzeniu o portrety i pejzaże. Tematem tych ostatnich stały się okoliczne pomniki przyrody, lasy i jeziora. Wiele obrazów i litografii Krieghoffa zaczęło być sprzedawanych na aukcjach: w Montrealu przez J.H. Leeming, Scott & Glassford i Fisher & Armour a w Quebecu przez A.J. Maxham & Company. Plakaty były sprzedawane w ramach subskrypcji przez lokalne gazety, natomiast jego obrazy sprzedawali księgarze w swoich księgarniach. Dużą rolę w popularyzacji prac Krieghoffa odegrał jego bliski przyjaciel John S. Budden. Prace artysty pojawiły się też na wystawach i w sprzedaży w Stanach Zjednoczonych (m.in. Cincinnati, Filadelfia, Nowy Jork).
Krieghoff po okresie uznania na rynku lokalnym zaczął cieszyć się również międzynarodową sławą. W 1867 roku jego prace zostały wybrane do reprezentowania Kanady na Wystawie Światowej w Paryżu.
Obrazy Krieghoffa zdobyły uznanie nie tylko dzięki artystycznym ale i dokumentalnym aspektom – stanowią one ważny zapis jego percepcji Kanady, a z drugiej strony przyczyniły się do jego pozycji jako w pełni profesjonalnego artysty, jednego z obywateli powstającego narodu.

### Portrety

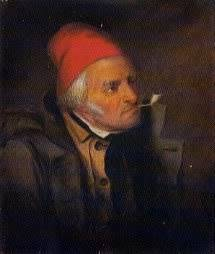
Mężczyzna w czerwonej czapce z fajką
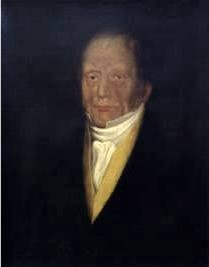
Portret dra MacDonnella
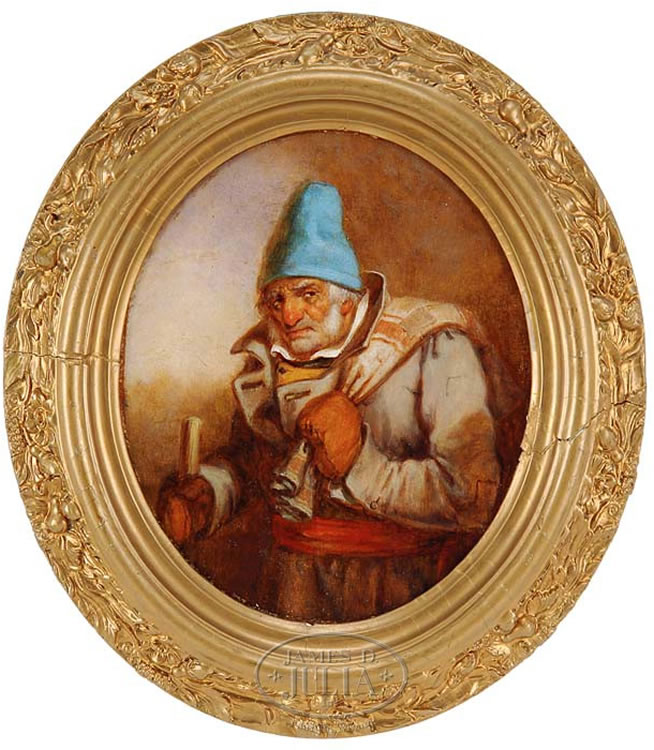
Traper
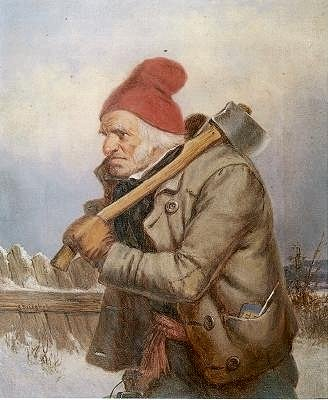
Drwal

### Sceny rodzajowe

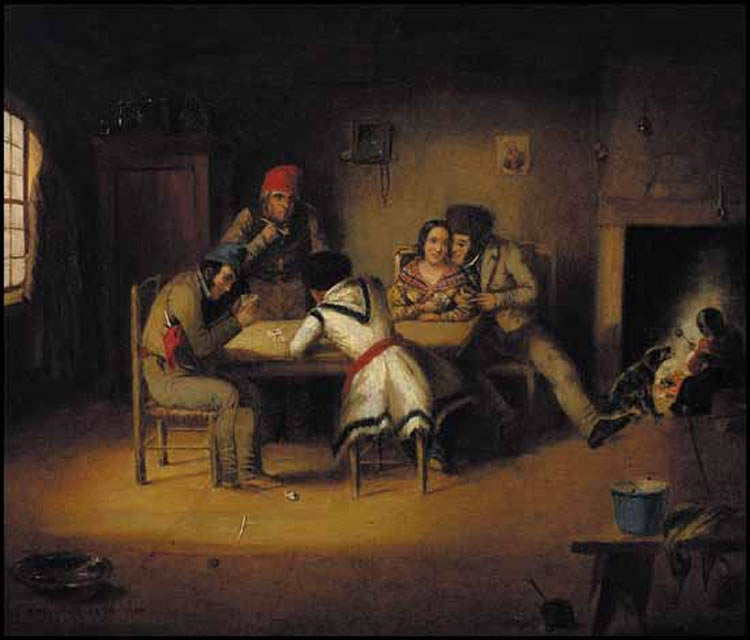
Artysta i jego przyjaciele, 1849
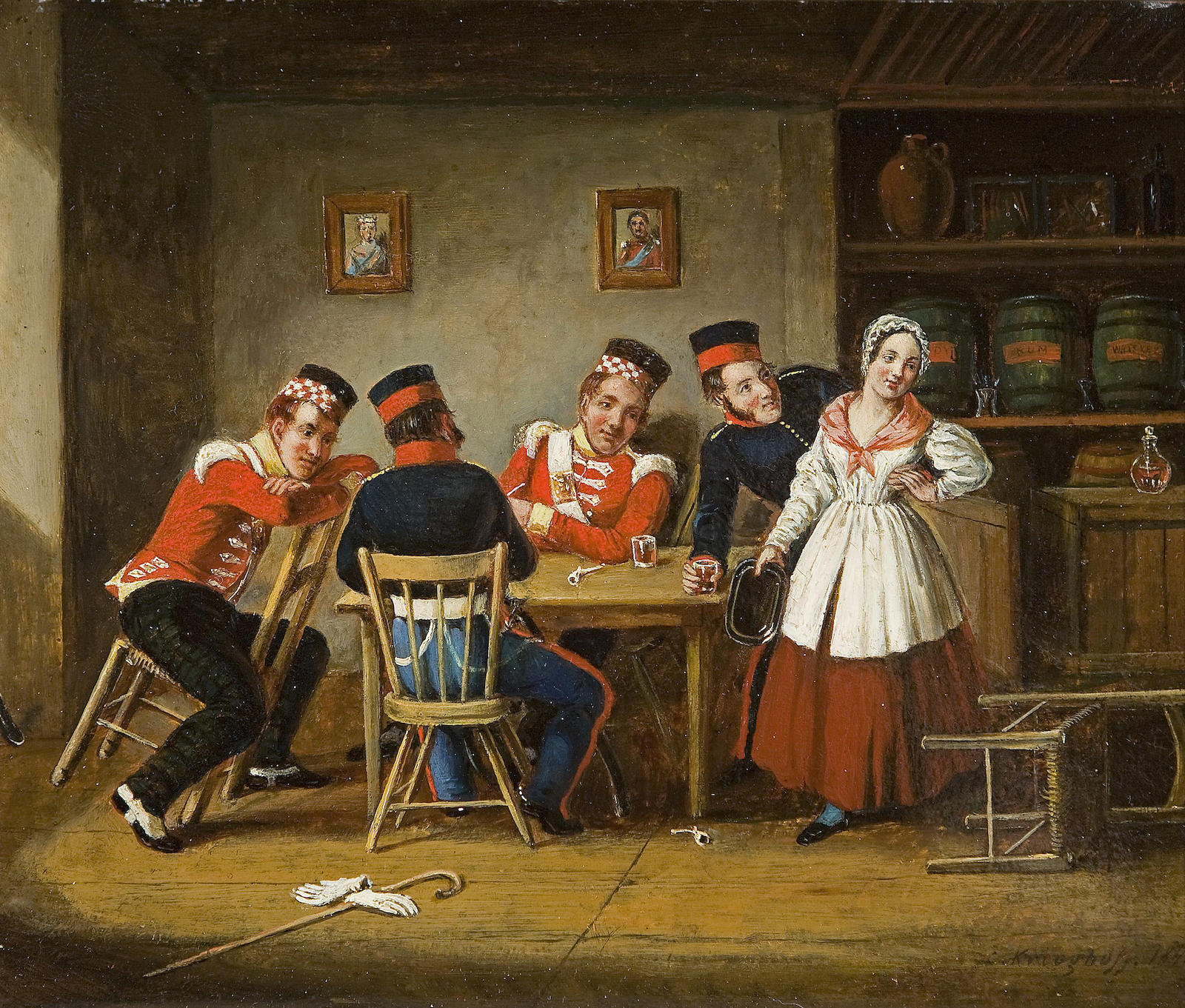
Gospoda Dolly, St. James Street, Montreal
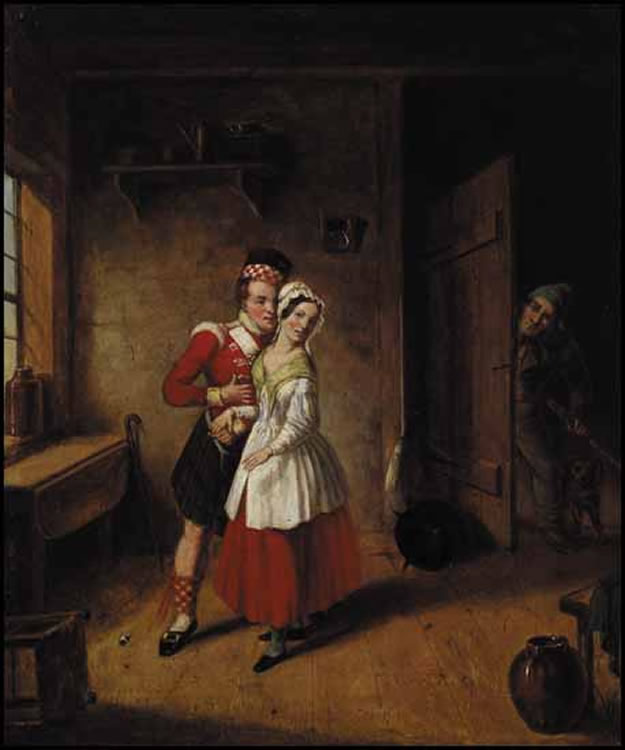
Zazdrosny mąż
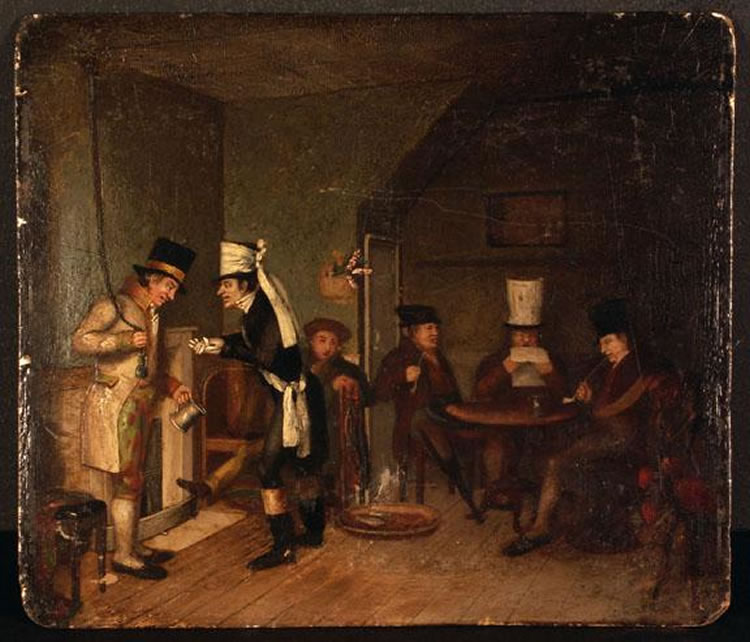
Scena we wnętrzu kanadyjskiego pubu

### Pejzaże

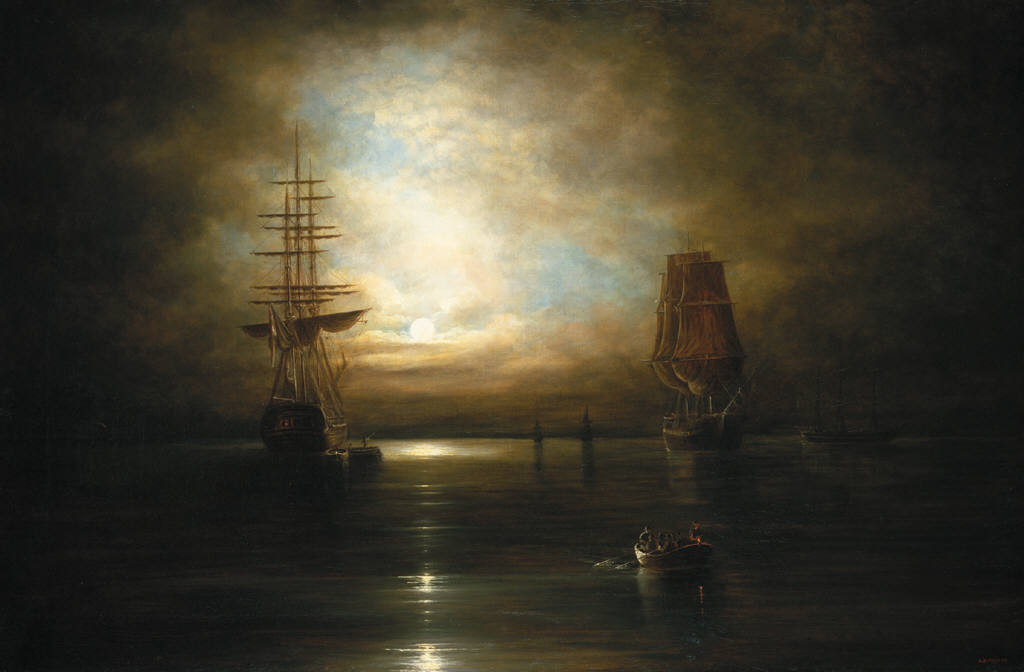
Pejzaż morski, ok. 1845, National Gallery of Canada
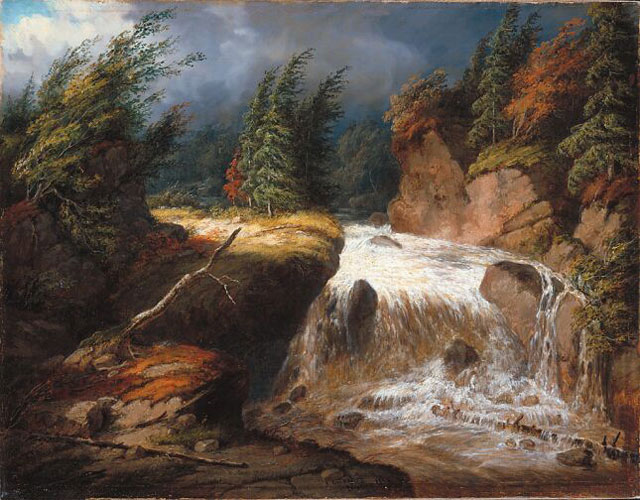
Przechodząca burza, Saint-Ferréol, 1854, National Gallery of Canada
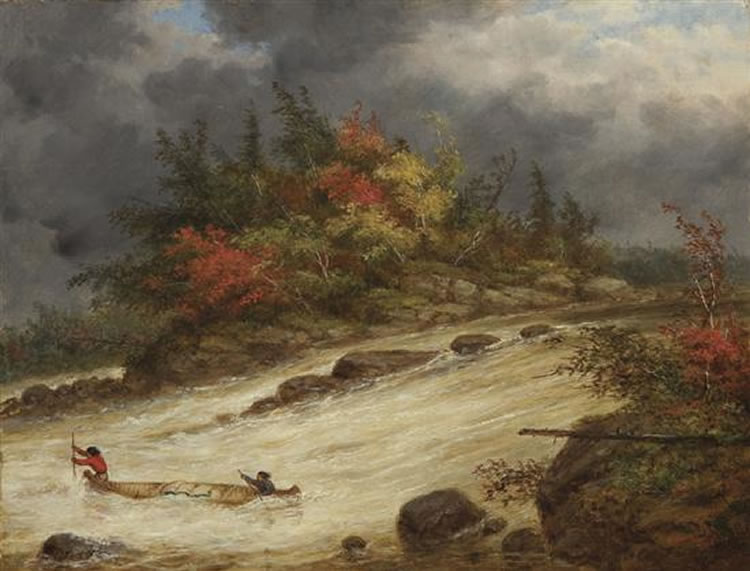
Indianie płynący łódkami, ok. 1856, Shannon's Fine Art Auctioneers
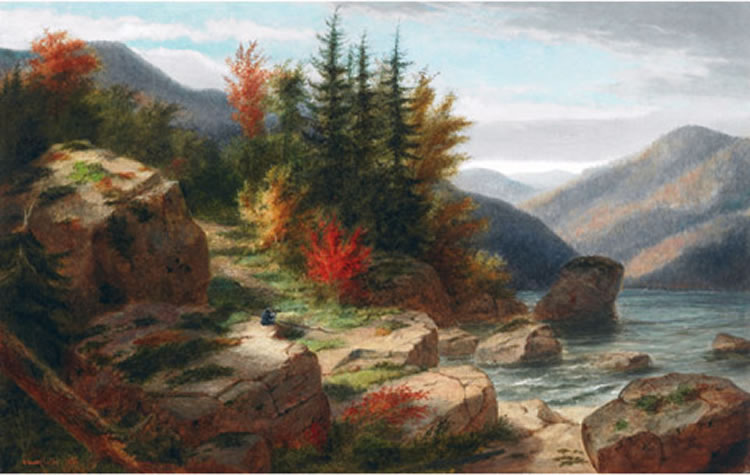
Artysta rysujący, ?, Joyner Waddington, Toronto
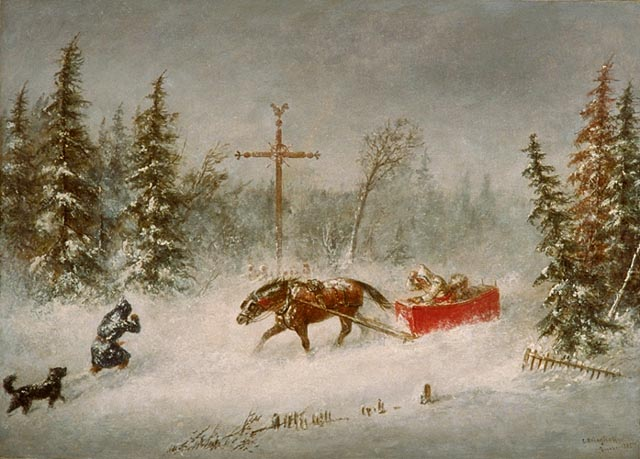
Śnieżyca, 1857, National Gallery of Canada
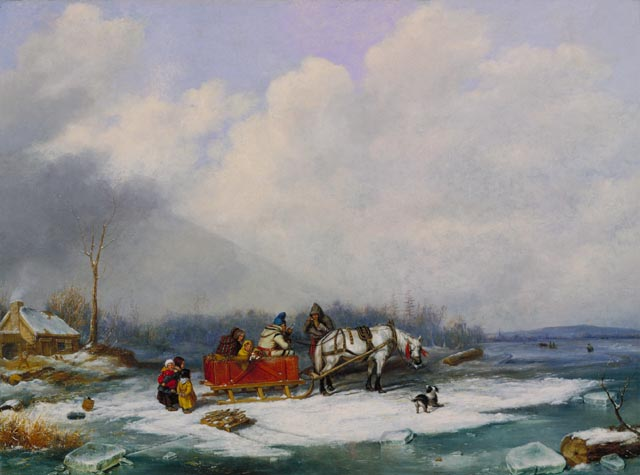
Zimowy pejzaż, 1849, National Gallery of Canada
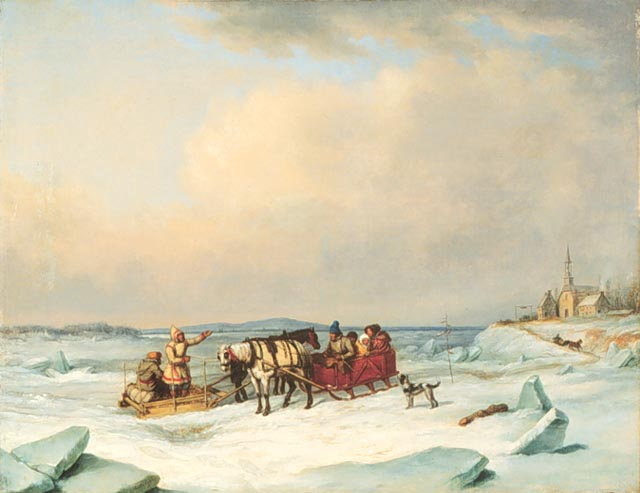
Most lodowy na Longue-Pointe, 1847–1848, National Gallery of Canada
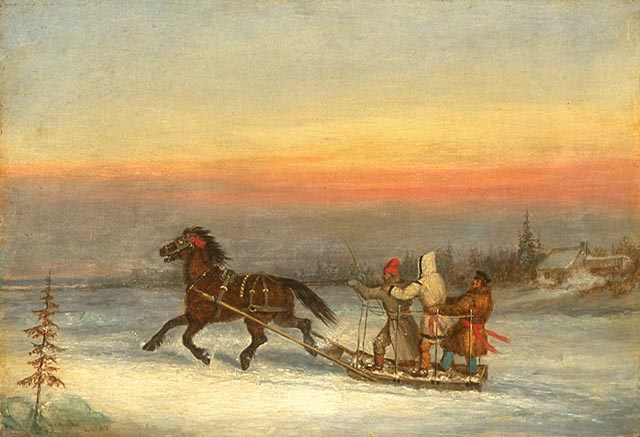
Droga przez rzekę, 1855, National Gallery of Canada

## Zbiory
Dzieła Krieghoffa znajdują się obecnie w galeriach kanadyjskich, m.in. w National Gallery of Canada w Ottawie (34 obrazy), Art Gallery of Ontario w Toronto, Montreal Museum of Fine Arts w Montrealu, Musée national des beaux-arts du Québec w Québecu, Art Gallery of Hamilton w Hamilton oraz amerykańskich: Nowojorskiej Bibliotece Publicznej i Brooklyn Museum w Nowym Jorku.